# ناحیه نقرین
ناحیه نقرین (به عربی: دائرة نقرین) یک ناحیه در الجزایر است که در استان تبسه واقع شده‌است.

## خصوصیات
ناحیه نقرین ۲٬۵۰۷ کیلومترمربع مساحت دارد ۳۱۲ متر بالاتر از سطح دریا واقع شده‌است.